# 吳仲珠
吳仲珠（1438年—？），字純夫，福建興化府莆田縣人，軍籍，明朝政治人物。進士出身。

## 生平
早年出身國子生，后中举福建鄉試第三名。成化十一年（1475年）乙未科會試第二百八十五名，殿試登進士第三甲第六名。

## 家族
曾祖父吳公說。祖父吳尚玉。父亲吳紹玄。